# Авіто
Авіто  - інтернет-сервіс для розміщення оголошень про товари, вакансії і резюме на ринку праці, а також послуги від приватних осіб та компаній, що займають друге місце в світі і перше в Росії серед онлайн-Класифайдів. Товари, які пропонують до продажу на «Авіто», можуть бути новими і вживаними. На листопад 2019 року на «Авіто» було розміщено понад 59 млн активних оголошень.
Авіто є частиною OLX Group, що належить південноафриканській компанії Naspers, яка об'єднує сайти оголошень в різних країнах світу. У Росії компанія діє через свою дочірню фірму ТОВ «КЕХ еКоммерц», головний офіс якої розташований в Москві. Чисельність персоналу на грудень 2020 року становить понад 2200 чоловік.

## Історія
«Авіто» (Avito) був створений 15 жовтня 2007 року. Заснували компанію Йонас Нордландер і Філіп Енгельберт. Ідея відкрити власний бізнес з'явилася у Йонаса ще в 1998 році. Через рік він разом з друзями створив інтернет-аукціон Tradera.com, який в 2006 році був проданий компанії Ebay за 48 млн доларів. У 2007 році Йонас відвідав Росію і побачив в ній перспективний ринок з великим потенціалом розвитку, навіть не дивлячись на невеликі показники проникнення інтернету в країні на той момент (в межах 20-25%). Повернувшись в Швецію після візиту в Росію, Йонас почав зустрічатися з інвесторами і просувати ідею створення сайту оголошень. Одним з інвесторів був Філліп Енгельберт, на той момент працював в компанії, що купила довідники Yellow Pages. Йонас і Філіпп об'єднали зусилля і разом створили «Авіто».
Запущений у 2007 році сайт «Авіто» спеціалізувався на товарах повсякденного попиту. Також, крім публікації оголошень, на сайті присутня можливість розміщення аукціонів . Уже у 2009 від цієї функції було вирішено повністю відмовитися, натомість керівництво компанії сфокусувалася на роботі з оголошеннями.
У 2010 році щомісячна аудиторія сайту розширилася до 10 млн унікальних відвідувачів. Компанія отримала інвестиції в розмірі 26 млн доларів від шведського концерну Investment AB Kinnevik і фонду Northzone Ventures. На українському ринку був запущений проект TORG.ua, пізніше об'єднаний з OLX.ua.
У 2011 були запущені мобільна версія сайту і мобільний додаток, а також сервіс «Магазини» з можливістю створення вітрин для товарів. У 2012 році портал увійшов в ТОП-5 найбільш відвідуваних ресурсів російського сегмента інтернету після ВКонтакте, Однокласників, Mail.ru і Яндекса. На сайті були запущені категорії «Авіто Авто» і «Авіто Нерухомість».
Компанія залучила додаткові 75 млн доларів інвестицій від Accel Partners і Baring Vostok Private Equity Fund.
Також в 2012 році «Авіто» запустила сайт Avito.ma в Марокко, який став найбільшим сайтом оголошень в цій країні. У 2013 році відбулося злиття «Авіто» і ресурсів OLX.ru і Slando.ru, що належать південноафриканському холдингу Naspers, під одним брендом - «Авіто». Натомість Naspers отримав 17,8% компанії. Запустилися нові вертикалі «Авіто Послуги» і «Авіто Робота». 15 травня 2014 року відбувся запуск спільного проекту «Авіто» і компанії Korbitec, що входить до групи Naspers, - сайту оголошень про нерухомість Domofond.ru. Рішення про розвиток нового порталу було пов'язано з наміром створити спеціалізований сайт оголошень федерального масштабу.
В кінці 2014 року ресурс TORG.ua, що належав «Авіто», був проданий групі Naspers і об'єднаний з сайтом OLX.ua. «Авіто» увійшла в ТОП-5 російських роботодавців за підсумками дослідження «Best Employers Study». Компанія також зайняла 10-е місце в рейтингу найбільших інтернет-компаній в Росії за версією Forbes.
3 липня 2015 року відбувся запуск сервісу контекстної реклами «Авіто Контекст». З весни 2015 для підвищення якості контенту на «Авіто» почалося введення плати за розміщення бізнес-оголошень. При цьому для звичайних користувачів, які продають особисті речі, була збережена можливість безкоштовного розміщення в різних категоріях. У липні 2015 року «Авіто» продав свою частку в марокканському проект Avito.ma. У ролі покупця виступила скандинавська група Schibsted. 1 жовтня компанія оголосила про покупку логістичного агрегатора CheckOut.
23 жовтня медіахолдинг Naspers підписав угоду про придбання контрольного пакету акцій компанії «Авіто», збільшивши свою частку з 17,8% до 67,9% за допомогою повного викупу часток у фондів Kinnevik (володів 31,2%), AccelPartners (4,3%), Northzone (5,7%) і придбання акцій у інших інвесторів. 9 листопада 2015 року ФАС РФ опублікувала рішення про схвалення угоди.
У вересні 2016 року «Авіто» став єдиним власником сайту Domofond.ru. Акції були викуплені у колишніх акціонерів і співзасновників Domofond.ru - компанії Property24, що належить південноафриканської групи Naspers, і двох міноритарних акціонерів.
Навесні 2018 року «Авіто» запустив сервіс доставки товарів від продавців до покупців по більш ніж 650 містах Росії. У червні 2018 року «Авіто» оголосив про запуск послуги з онлайн-бронювання квартир для подобової оренди. У вересні 2018 року на «Авіто» з'явилася система відгуків і рейтингів продавців, в якій покупці оцінюють вчинений правочин. У жовтні 2018 року компанія розширила мережу доставки до 3600 пунктів видачі.
25 січня 2019 року південноафриканський холдинг Naspers став власником 99,6% в капіталі «Авіто».
13 січня 2020 року «Авіто» купив контрольну частку (51%) в російській ІТ-компанії MaxPoster, яка займається автоматизацією дилерського бізнесу з продажу автомобілів з пробігом. У грудня 2020 компанія купила 25% в сервісі для пошуку тимчасових працівників GigAnt, також компанії домовилися запустити спільний сервіс з пошуку тимчасових виконавців в пікові години навантаження, який стане частиною «Авіто Робота».

## Статистика та фінансові показники
Щомісячна аудиторія «Авіто» становить понад 47 млн користувачів, за рік на сервісі здійснюється 63 млн угод. За даними AppAnnie, 19 млнкористувачів щомісяця заходять на «Авіто» з мобільних пристроїв. На листопад 2018 року частка «Авіто» на ринку продажу автомобілів Росії становить 44%.
У 2015 - 2019 роках російський Forbes ставив сервіс на третє місце (після Mail.Ru Group і Яндекса) в списку найдорожчих компаній рунета. До січня 2019 року вартість «Авіто» склала 4 млрд доларів, показавши зростання на 70% за три роки.
За підсумками 2016 року виручка «Авіто» зросла до 11,68 мільярда рублів, показавши зростання 75% в порівнянні з 2015 роком. За даними компанії, користувачі «Авіто» продали товарів на суму, що дорівнює близько 1,4% ВВП Росії.
Виручка компанії «Авіто» за підсумками першого кварталу 2017 року склала 3,29 млрд рублів, збільшившись на 46% до аналогічного періоду 2016 року. За підсумками 2017 року виручка російського сервісу оголошень «Авіто» зросла на 32% і склала 15,5 млрд рублів. За 2018 рік кількість користувачів «Авіто» зросла з 32 млн до 35 млн осіб на місяць.
Виручка компанії за 2018 й рік склала близько 20 млрд рублів. Чистий прибуток - 8,9 млрд рублів.
За підсумками 2019 року виручка виросла на 21,4% до 24 млрд рублів, прибуток на 10% до 12,4 млрд, чистий прибуток на 5,5% до 9,4 млрд.

## Керівництво
Генеральний директор Авито (ТОВ «КЕХ еКоммерц») - Правдивий Володимир Анатолійович.

## Сервіси та додатки
У 2019 році на «Авіто» представлено 10 категорій оголошень: «Особисті речі», «Транспорт», «Нерухомість», «Робота», «Послуги», «Для дому та дачі», «Побутова електроніка», «Хобі та відпочинок», «Тварини», «Для бізнесу». Сайт має кілька сервісів для користувачів і бізнесу:
- Тарифи - сервіс, який об'єднав в собі щомісячні пакети розміщень і можливість відкрити свій магазин на платформі «Авіто»[47].
- Доставка[48] - сервіс доставки товарів від приватних і професійних продавців до покупців.
- Онлайн-бронювання житла - сервіс для вибору дати заселення і оплати онлайн[49].

### Автотека
Сервіс для перевірки автомобілів по VIN та держномеру, що надає дані про історію експлуатації і про юридичну чистоту транспортного засобу. Створено в 2016 році сервісом оголошень «Авіто» спільно з найбільшими автомобільними дилерами - «Рольф», «Автомир», Genser, «Незалежність», «Транстехсервіс» і «Ключавто».
Сервіс включає інформацію про юридичну чистоту автомобіля (перевірку на викрадення, ДТП, сплату податків, заставну історію), про оплату парковок, наявності несплачених штрафів, а й дані про техобслуговуванні - від проходження техогляду до переліку кузовних робіт, також історія оголошень про продаж конкретного авто на «Авіто». Цю інформацію передають у «Автотеку» партнери проекту - 1500 офіційних дилерів і близько 500 незалежних мережевих техстанций.
У жовтні 2017 року сервіс розпочав співпрацю з НБКИ . Стала доступна інформація з бази заставних автомобілів та іншого рухомого майна НБКИ. У лютому 2018 року асоціація «Російські автомобільні дилери» (РОАД) і «Автотека» об'єднують автомобільні бази даних. 80% «Автотекі» залишиться у «Авіто», 20% перейшло РОАД. У серпні 2020 року Росстандарт і «Автотека» підписали угоду - вони будуть спільно сповіщати про початок відгукування про автомобілі.

## Мобільні додатки
- «Авіто» для iOS, Android
- Domofond